# The Outsiders (groupe américain)
Pour les articles homonymes, voir The Outsiders (groupe).
The Outsiders est un groupe américain de garage rock, originaire de Cleveland, en Ohio, actif entre 1965 et 1970. Il est formé et dirigé par le guitariste Tom King. Le groupe sort le single à succès Time Won't Let Me au début de l'année 1966, qui atteint la cinquième place aux États-Unis en avril. Le groupe a trois autres succès dans le top 40 du Hot 100 en 1966, mais aucun dans le Hot 100 par la suite, et compte un total de quatre albums au milieu des années 1960.
AllMusic décrit le style du groupe : « Une partie du secret du succès musical des Outsiders réside dans les embellissements du groupe [avec des cuivres et des cordes], qui s'intègrent parfaitement à leur son instrumental de base de trois ou quatre pièces... Aussi audacieux et ambitieux qu'ils aient pu être, on n'a jamais perdu le sens d'un son de groupe dur et solide à la base ». 

## Histoire
Le groupe signe avec Capitol Records grâce à leur enregistrement fin 1965 de Time Won't Let Me (écrit par King et son beau-frère, Chet Kelley), quittant un label local dirigé par l'oncle de King, Patrick Connelly (Pama Records). Le groupe change de nom au début de l'année 1966. Les raisons du changement de nom ne sont pas claires, bien que la plupart des sources affirment que c'était à l'insistance de leur nouveau label.  Une histoire populaire à propos du nouveau nom était que King et Kelley étaient devenus des « outsiders » au sein de la famille à la suite du changement de label. Time Won't Let Me se vend à plus d'un million d'exemplaires, et est récompensé par un disque d'or.
Le groupe tourne d'abord avec Paul Revere and the Raiders, puis avec Chad and Jeremy. Les Outsiders font partie d'une tournée de six semaines de concerts d'un soir dirigée par Gene Pitney et à laquelle participaient sept ou huit autres groupes. Ensuite, les Outsiders ont participé à une tournée de quatre semaines avec plusieurs groupes de garage rock et de rock psychédélique, comme le rappelle Geraci : « [N]ous avons fait une tournée après Pitney avec les McCoys, nous-mêmes et ? et les Mysterians, les Shadows of Knight et un groupe de la côte ouest appelé les Seeds... Un type appelé Pete Shelton, originaire d'Angleterre, nous a rejoints à la basse pour cette tournée. Pete est resté avec nous jusqu'à ce que nous trouvions un remplaçant... il est ensuite resté quelque temps en tant que « tour manager ». Il y avait cinq groupes de rock. C'était une tournée folle ! ».
The Outsiders étaient l'un des premiers groupes blancs américains influencés par la soul. La chanson Lonely Man du groupe est piratée par un petit label britannique et publiée au Royaume-Uni, attribuée à tort au groupe de northern soul les Detroit Shakers et rebaptisée Help Me Find My Way.

## Discographie

### Albums studio
- 1966 : Time Won't Let Me
- 1966 : Album #2
- 1967 : The Outsiders In

### Compilations
- 1986 : Best of the Outsiders
- 1991 : Capitol Collectors Series
- 1996 : Collectors Series

### Singles
- 1966 : Time Won't Let Me
- 1966 : Girl in Love
- 1966 : Respectable
- 1966 : Help Me Girl